# Torbjörn Nilsson
Torbjörn Nilsson (* 9. července 1954, Västerås) je bývalý švédský fotbalista. Je držitelem treble z roku 1982, kdy s týmem IFK Göteborg pod vedením Svena-Görana Erikssona vyhrál švédskou ligu, národní pohár i Pohár UEFA.
S fotbalem začínal v Jonsered na předměstí Göteborgu, v roce 1974 přestoupil do IFK, kde strávil většinu kariéry (na zahraničních angažmá v PSV Eindhoven a 1. FC Kaiserslautern se příliš neprosadil). Získal s tímto klubem dva mistrovské tituly (1982 a 1984), dvě pohárová vítězství (1979 a 1982), Pohár UEFA 1981/82 a účast v semifinále PMEZ 1985/86. Byl nejlepším střelcem Poháru mistrů v sezonách 1984/85 (7 branek, dělil se o prvenství s Michelem Platinim) a 1985/86 (opět 7 branek) i Poháru UEFA 1981/82 (9 branek). Reprezentoval Švédsko na mistrovství světa ve fotbale 1978. Byl nejlepším střelcem švédské ligy 1981 a v roce 1982 získal cenu Guldbollen.
Jako trenér dovedl švédskou juniorskou reprezentaci na mistrovství Evropy ve fotbale hráčů do 21 let 2004, kde tým obsadil čtvrté místo a těsně mu unikl postup na olympiádu. Trénoval také ženský tým Kopparbergs/Göteborg FC, s nímž vybojoval dvakrát národní pohár a postoupil do čtvrtfinále ženské Ligy mistrů 2011/12. Od roku 2014 vede druholigový Utsiktens BK.